# Rauischholzhausen
Rauischholzhausen ist ein Ortsteil der Gemeinde Ebsdorfergrund im mittelhessischen Landkreis Marburg-Biedenkopf.

## Geographie
Rauischholzhausen liegt an der südlichen Nahtstelle des Amöneburger Beckens zum Vorderen Vogelsberg auf einer Talsohlenhöhe von etwa 220 m ü. NHN. Das Nachbardorf Roßdorf (Stadt Amöneburg) ist nur gut einen Kilometer nordöstlich entfernt, zum Ebsdorfergrund-Ortsteil Wittelsberg sind es etwa zwei Kilometer in westliche Richtung.
Der Ort wird vom aus Süden kommenden und in Richtung Roßdorf abfließenden Rülfbach durchflossen und wird somit als einziger Ortsteil der Großgemeinde zur Ohm und nicht zur Zwester Ohm entwässert.
Ein eigenes Segment im Südwesten des alten Dorfes nimmt der Rauische Hof der alten Dorfherrenfamilie Rau von Holzhausen ein, der heute von der Justus-Liebig-Universität Gießen bewirtschaftet wird. Das spätgotische (erste Hälfte des 16. Jahrhunderts) Herrenhaus mit den markanten, für seine Zeit typischen Türmchen gilt als Wahrzeichen des Ortes.
Am Ortsrand befinden sich Schlosspark und Schloss Rauischholzhausen, errichtet nach 1873 von Ferdinand Eduard von Stumm und heute ebenfalls durch die Uni Gießen bewirtschaftet, sowie wenige Überreste der mittelalterlichen Siedlung Breydenborn.
Am westlichen Ortsrand steht die 1880/81 erbaute evangelische Kirche, umgeben von einem Friedhof. Die zuvor im Ort befindliche Kirche wurde abgerissen.

## Geschichte

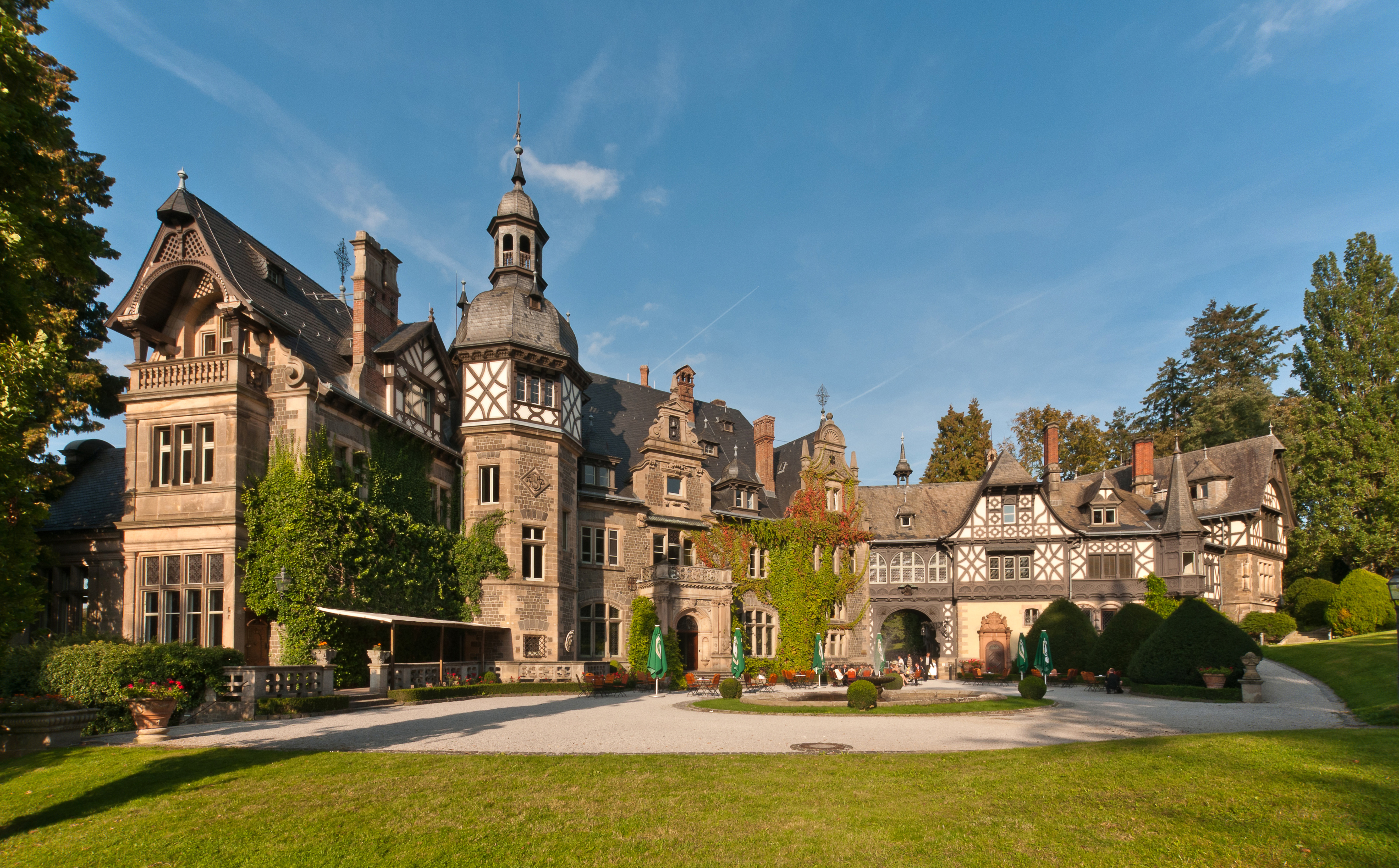
Schloss Rauischholzhausen

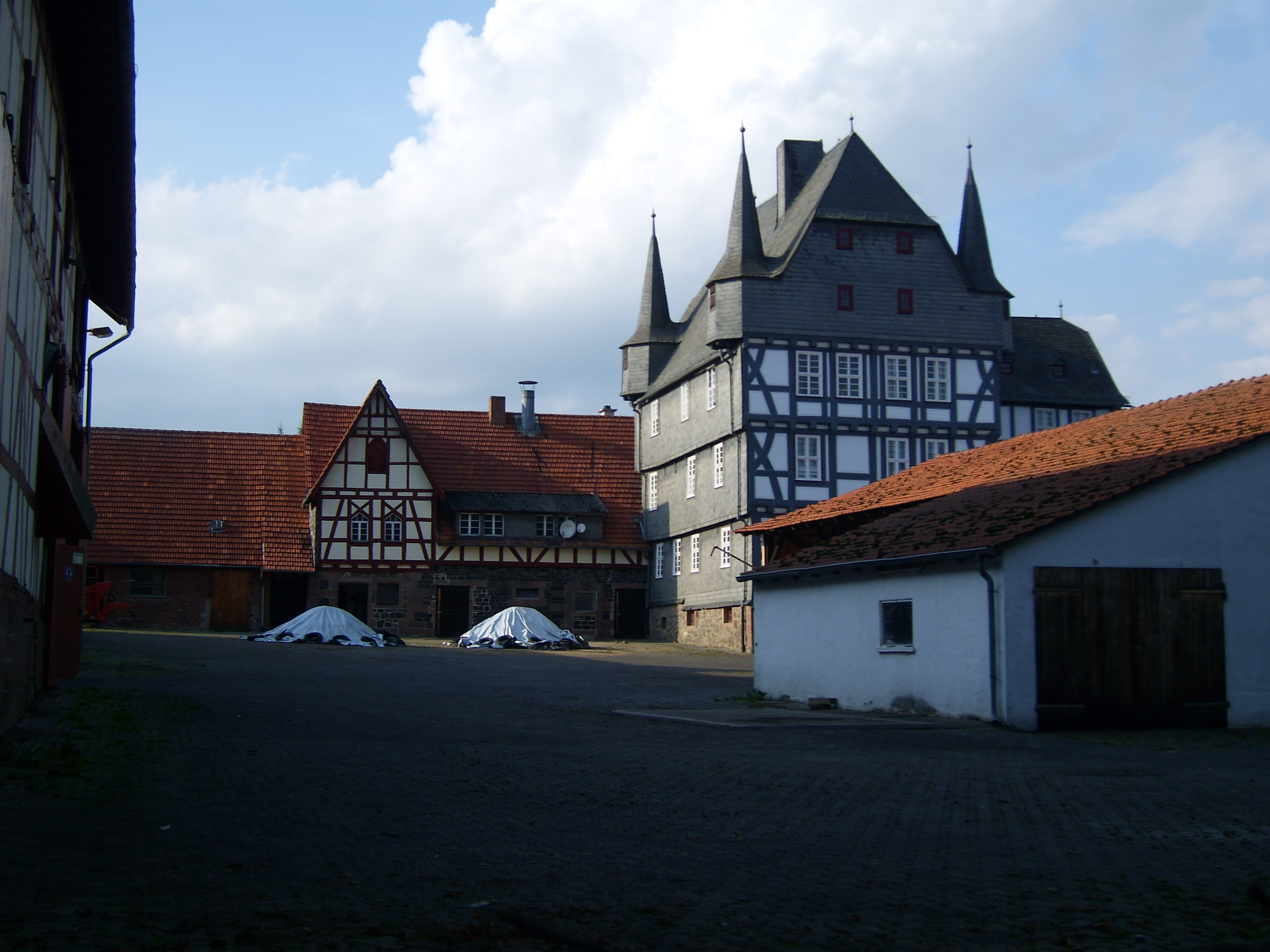
Herrenhaus des Rauischen Gutshofs

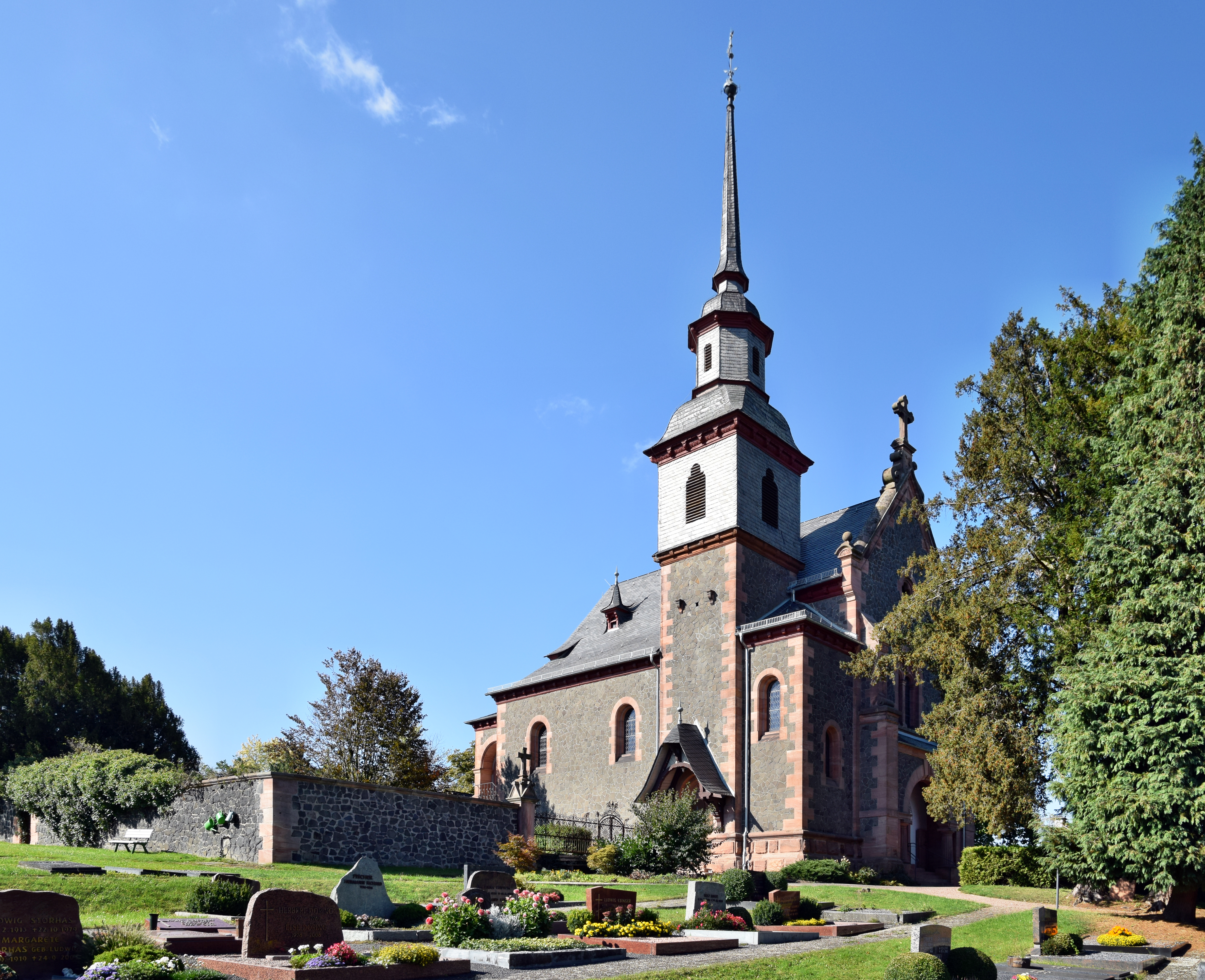
Kirche

### Ortsgeschichte
Die älteste bekannte schriftliche Erwähnung von Rauischholzhausen erfolgte unter dem Namen Holzhusen in einer Urkunde der Reichsabtei Fulda wird in die Zeit 750–779 datiert.
Zur Unterscheidung von den zahlreichen anderen Holzhausen-Orten wurde im Jahre 1934 der Name der ortsadeligen Familie Rau von Holzhausen vorangestellt.

#### Jüdische Bevölkerung
Spätestens nach dem Dreißigjährigen Krieg kann in Rauischholzhausen von ersten Ansiedlungen von Juden ausgegangen werden. Die ortsadeligen Grundherren Rau von Holzhausen besaßen das Judenregal und legten den jüdischen Friedhof im Ort an. 1749 hatte Rauischholzhausen 22 jüdische Bewohnerinnen und Bewohner, ihre Zahl stieg kontinuierlich an und stellte mit 81 Personen 1850 zwischenzeitlich 12 % der Ortsbevölkerung. 1850 waren unter 12 jüdischen Familien ein Arzt und Lehrer, sowie 10 Viehhändler und ein Handwerker. 1843 wurde im Dorf eine jüdische Elementarschule eröffnet, die auch von Kindern der Nachbarorte Roßdorf und Mardorf besucht wurde. Wegen Schülermangels wurde die Schule 1921 aufgelöst. Spätestens 1860 wurde ein neues Synagogengebäude zwischen zwei bäuerlichen Anwesen errichtet. Die Gemeinde, der auch die wenigen Familien aus Wittelsberg angeschlossen waren, gehörte zum Provinzial-Rabbinat in Marburg. In den 1920er Jahren wurde in der Synagoge eine Gedenktafel für die sechs im 1. Weltkrieg gefallenen jüdischen Bewohner aus Rauischholzhausen und Wittelsberg angebracht, weil hier ein gemeinsames Denkmal mit den nichtjüdischen Gefallenen im Gegensatz zu Wittelsberg nicht zustande kam.
Die Familie Rülf war eine der ältesten und weitverzweigten Familien in Rauischholzhausen. Sie hatte sich nach dem an ihrem Haus gelegenen „Rülfbach“ benannt. Die Familie lebte dort seit Ende des 18. Jahrhunderts. Angehörige dieser Familie erlangten im 19. Jahrhundert als Rabbiner überregionale Bedeutung. Bekannte Vertreter sind: Isaak Rülf (1831–1902), sein ebenfalls in Rauischholzhausen geborener Vetter Gutmann Rülf (1851–1915), der Landesrabbiner des Herzogtums Braunschweig war, sowie sein 1935 nach Palästina emigrierter Sohn Schlomo Friedrich Rülf (1896–1976).
Die meisten jüdischen Bewohner hatten Rauischholzhausen schon vor der Machtübernahme durch die Nationalsozialisten verlassen. 1933 lebten nur noch 20 Jüdinnen und Juden aus sechs Familien im Dorf. Bereits im Juni 1935 wurde der Innenraum der Synagoge durch „unbekannte Täter“ verwüstet. Ein halbes Jahr später, in der Silvesternacht 1935/36 wurde die Synagoge ausgeplündert und völlig verwüstet, die Thorarollen wurden gestohlen und verbrannt. Die Täter sollten auch hier nicht gefunden werden. Die Gemeinde schloss sich dann der Jüdischen Gemeinde in Mardorf-Roßdorf an und besuchte fortan die Mardorfer Synagoge. Das Synagogengebäude wurde seitdem als Heu- und Strohspeicher eines Dorfbewohners verwendet. Im Sommer 1938 gab es Kaufverhandlungen mit den beiden Grundstücksanliegern, die sich schließlich das Grundstück teilten. Während der Novemberpogrome 1938 kam es zu weiteren Beschädigungen des Gebäudes, das vermutlich im Herbst 1939 abgebrochen wurde. Seitdem wird das Grundstück als Gartenland der beiden nachbarlichen Parteien verwendet.
Zu Beschädigungen kam es auch am Friedhof und an den Häusern jüdischer Mitbürger. So wurden im Sommer 1937 bei mehreren Häusern Fensterscheiben eingeworfen, zum Teil nachts aber auch tagsüber von Schulkindern, die von ihrem Lehrer und dem Bürgermeister dazu aufgefordert worden waren. Auf dem jüdischen Friedhof wurden in derselben Zeit zwölf Grabsteine umgeworfen und abgebrochen, nachdem dies bereits im Herbst 1936 bei fünf Grabsteinen schon einmal geschehen war.
Am 6. September 1942 wurden die letzten 18 verbliebenen jüdischen Bürgerinnen und Bürger aus Rauischholzhausen, Kirchhain, Mardorf, Niederklein und Schweinsberg in der 3. Deportation vom Hauptbahnhof Marburg nach Kassel und von dort am nächsten Tag ins Ghetto Theresienstadt verschleppt. Nur drei von ihnen überlebten die Shoah und kehrten 1945 in ihren Heimatort Rauischholzhausen zurück. Dies waren die Brüder Martin und Walter Spier, die zusammen mit ihren Eltern nach Theresienstadt und im Mai 1944 von dort in das KZ Auschwitz deportiert wurden, wo die Eltern bald nach der Ankunft mit Giftgas ermordet wurden. Die Brüder wurden in unterschiedliche Zwangsarbeitslager verschleppt, überlebten und trafen sich in Rauischholzhausen wieder. Dort blieben sie ein Jahr lang bevor sie 1946 zu ihrer Schwester nach New York emigrierten. Die dritte Rückkehrerin war Sara Mendel, deren Ehemann Hermann im April 1943 in Theresienstadt gestorben war und die nach ihrer Befreiung als 69-jährige gebrechliche Witwe nach 2 Jahren und 8 Monaten im Ghetto in ihr Heimatdorf zurückkehren konnte. In zahlreichen Anträgen und Briefen kämpfte sie jahrelang um ihre Entschädigungsansprüche, die nur zögerlich und in geringem Umfang gewährt wurden. 1954 starb sie im Dorf isoliert und verarmt mit 78 Jahren. Ihr Begräbnis war die letzte Bestattung auf dem jüdischen Friedhof in Rauischholzhausen.
Am 9. Mai 2011, 66 Jahre nach der Kapitulation Hitler-Deutschlands und der Befreiung vom Nationalsozialismus, waren 200 Teilnehmer auf den jüdischen Friedhof in Rauischholzhausen zu einer Gedenkveranstaltung für die ausgegrenzten, vertriebenen und ermordeten jüdischen Mitbürgerinnen und Mitbürger gekommen, zu der auch die Brüder Alfred und Walter Spier in ihren früheren Heimatort gereist waren. Veranstalter war die Gesamtschule Ebsdorfer Grund in Zusammenarbeit mit der Jüdischen Gemeinde Marburg, der Dorfgemeinschaft Rauischholzhausen e. V., der Evangelischen Kirche Kurhessen-Waldeck, der „Konrad Lauer Stiftung“, dem Landkreis und der Gemeinde.

#### Hessische Gebietsreform (1970–1977)
Zum 1. Juli 1974 wurden im Zuge der Gebietsreform in Hessen die vorher selbständigen Gemeinden Ebsdorfergrund, Beltershausen, Ebsdorf, Hachborn, Ilschhausen, Leidenhofen und Rauischholzhausen kraft Landesgesetz zur neuen Großgemeinde Ebsdorfergrund zusammengeschlossen. Für alle ehemals eigenständigen Gemeinden von Ebsdorfergrund wurden Ortsbezirke gebildet.

### Verwaltungsgeschichte im Überblick
Die folgende Liste zeigt die Staaten und Verwaltungseinheiten, denen Rauischholzhausen angehört(e):

- vor 1803: Heiliges Römisches Reich, Kurmainz[15] (Strittig zwischen Kurmainz und Hessen)
- ab 1803: Heiliges Römisches Reich, Landgrafschaft Hessen-Kassel, Fürstentum Fritzlar, Amt Amöneburg
- ab 1806: Landgrafschaft Hessen-Kassel, Fürstentum Fritzlar, Amt Amöneburg
- 1807–1813: Königreich Westphalen,[Anm. 2] Departement der Werra, Distrikt Marburg, Kanton Amöneburg
- ab 1815: Kurfürstentum Hessen,[Anm. 3] Fürstentum Fritzlar, Amt Amöneburg[16]
- ab 1821: Kurfürstentum Hessen, Provinz Oberhessen, Kreis Kirchhain[17][Anm. 4]
- ab 1848: Kurfürstentum Hessen, Bezirk Marburg
- ab 1851: Kurfürstentum Hessen,  Provinz Oberhessen, Kreis Kirchhain
- ab 1867: Königreich Preußen,[Anm. 5] Provinz Hessen-Nassau, Regierungsbezirk Kassel, Kreis Kirchhain
- ab 1871: Deutsches Reich,  Königreich Preußen, Provinz Hessen-Nassau, Regierungsbezirk Kassel, Kreis Kirchhain
- ab 1918: Deutsches Reich, Freistaat Preußen, Provinz Hessen-Nassau, Regierungsbezirk Kassel, Kreis Kirchhain
- ab 1932: Deutsches Reich, Freistaat Preußen, Provinz Hessen-Nassau, Regierungsbezirk Kassel, Landkreis Marburg
- ab 1944: Deutsches Reich, Freistaat Preußen, Provinz Kurhessen, Landkreis Marburg
- ab 1945: Amerikanische Besatzungszone,[Anm. 6] Groß-Hessen, Regierungsbezirk Kassel, Landkreis Marburg
- ab 1946: Amerikanische Besatzungszone, Hessen, Regierungsbezirk Kassel, Landkreis Marburg
- ab 1949: Bundesrepublik Deutschland, Hessen, Regierungsbezirk Kassel, Landkreis Marburg
- ab 1974: Bundesrepublik Deutschland, Land Hessen, Regierungsbezirk Kassel, Landkreis Marburg-Biedenkopf, Gemeinde Ebsdorfergrund[Anm. 7]
- ab 1981: Bundesrepublik Deutschland, Land Hessen, Regierungsbezirk Gießen, Landkreis Marburg-Biedenkopf, Gemeinde Ebsdorfergrund

### Gerichte seit 1821
Mit Edikt vom 29. Juni 1821 wurden in Kurhessen Verwaltung und Justiz getrennt. Für Rauischholzhausen wurde der Kreis Kirchhain für die Verwaltung und das Assistenzamt Amöneburg als Gericht in erster Instanz zuständig. 1831 wurde dies ein eigenes Justizamt. Nach der Annexion Kurhessens durch Preußen wurde Rauischholzhausen dem Justizamt Kirchhain zugeordnet und zum 1. September 1867 erfolgte die Umbenennung des bisherigen Justizamtes in Amtsgericht Kirchhain. Auch mit dem Inkrafttreten des Gerichtsverfassungsgesetzes von 1879 blieb das Amtsgericht unter seinem Namen bestehen.

## Bevölkerung

### Einwohnerstruktur 2011
Nach den Erhebungen des Zensus 2011 lebten am Stichtag dem 9. Mai 2011 in Rauischholzhausen 1026 Einwohner. Darunter waren 15 (1,5 %) Ausländer. Nach dem Lebensalter waren 195 Einwohner unter 18 Jahren, 402 zwischen 18 und 49, 225 zwischen 50 und 64 und 204 Einwohner waren älter. Die Einwohner lebten in 432 Haushalten. Davon waren 102 Singlehaushalte, 126 Paare ohne Kinder und 147 Paare mit Kindern, sowie 42 Alleinerziehende und 12 Wohngemeinschaften. In 84 Haushalten lebten ausschließlich Senioren und in 258 Haushaltungen leben keine Senioren.

### Einwohnerzahlen
| Quelle: Historisches Ortslexikon | |
| • 1577:                          | 39 Hausgesesse                                                                                           |
| • 1747:                          | 59 Haushalte                                                                                             |
| • 1749:                          | 2 adlige Burgsitze, 56 kontribuable Häuer, 5 Mühlen; zusammen 419 Einwohner.                             |
| • 1838:                          | 634 Einwohner (Familien: 46 nutzungsberechtigte, 39 nicht nutzungsberechtigte Ortsbürger, 36 Beisassen). |

| Rauischholzhausen: Einwohnerzahlen von 1749 bis 2011 | Rauischholzhausen: Einwohnerzahlen von 1749 bis 2011 | Rauischholzhausen: Einwohnerzahlen von 1749 bis 2011 | Rauischholzhausen: Einwohnerzahlen von 1749 bis 2011 | Rauischholzhausen: Einwohnerzahlen von 1749 bis 2011 |
| --- | ---------------------------------------------------- | ---------------------------------------------------- | ---------------------------------------------------- | ---------------------------------------------------- |
| Jahr |                                                      |                                                      |                                                      | Einwohner                                            |
| 1749 | 1749                                                 |                                                      | 419                                                  | 419                                                  |
| 1800 | 1800                                                 |                                                      | ?                                                    | ?                                                    |
| 1834 | 1834                                                 |                                                      | 580                                                  | 580                                                  |
| 1840 | 1840                                                 |                                                      | 592                                                  | 592                                                  |
| 1846 | 1846                                                 |                                                      | 631                                                  | 631                                                  |
| 1852 | 1852                                                 |                                                      | 653                                                  | 653                                                  |
| 1858 | 1858                                                 |                                                      | 651                                                  | 651                                                  |
| 1864 | 1864                                                 |                                                      | 691                                                  | 691                                                  |
| 1871 | 1871                                                 |                                                      | 626                                                  | 626                                                  |
| 1875 | 1875                                                 |                                                      | 681                                                  | 681                                                  |
| 1885 | 1885                                                 |                                                      | 615                                                  | 615                                                  |
| 1895 | 1895                                                 |                                                      | 683                                                  | 683                                                  |
| 1905 | 1905                                                 |                                                      | 702                                                  | 702                                                  |
| 1910 | 1910                                                 |                                                      | 710                                                  | 710                                                  |
| 1925 | 1925                                                 |                                                      | 682                                                  | 682                                                  |
| 1939 | 1939                                                 |                                                      | 722                                                  | 722                                                  |
| 1946 | 1946                                                 |                                                      | 1.052                                                | 1.052                                                |
| 1950 | 1950                                                 |                                                      | 1.095                                                | 1.095                                                |
| 1956 | 1956                                                 |                                                      | 964                                                  | 964                                                  |
| 1961 | 1961                                                 |                                                      | 946                                                  | 946                                                  |
| 1967 | 1967                                                 |                                                      | 1.054                                                | 1.054                                                |
| 1980 | 1980                                                 |                                                      | ?                                                    | ?                                                    |
| 1990 | 1990                                                 |                                                      | ?                                                    | ?                                                    |
| 2000 | 2000                                                 |                                                      | ?                                                    | ?                                                    |
| 2011 | 2011                                                 |                                                      | 1.026                                                | 1.026                                                |
| Datenquelle: Historisches Gemeindeverzeichnis für Hessen: Die Bevölkerung der Gemeinden 1834 bis 1967. Wiesbaden: Hessisches Statistisches Landesamt, 1968. Weitere Quellen: LAGIS; Zensus 2011 |                                                      |                                                      |                                                      |                                                      |

### Historische Religionszugehörigkeit
| Quelle: Historisches Ortslexikon | |
| • 1830:                          | 466 evangelische 24 jüdische Einwohner                                                                           |
| • 1861:                          | 573 evangelisch-lutherische, 2 evangelisch-reformierte, 78 jüdische Einwohner, ein Mitglied abweichender Sekten. |
| • 1961:                          | 852 evangelische (= 90,06 %), 83 katholische (= 8,77 %) Einwohner                                                |

### Erwerbstätigkeit
| Quelle: Historisches Ortslexikon | |
| • 1725:                          | zwei Ziegler genannt |
| • 1749.                          | Erwerbspersonen: 22 Leineweber, ein Wollweber mit zwei Gesellen, 6 Schneider, drei Schuhmacher, drei Stellmacher, zwei Schmiede, ein Küfer, ein Drechsler, zwei Maurer, 5 Müller, ein Barbier, ein Schlachter, ein Schreiner, ein Branntweinbrenner, ein Mühlenarzt, 8 Tagelöhner und -innen, 6 Juden. |
| • 1838:                          | Familie: 26 Ackerbau, 39 Gewerbe, 54 Tagelöhner. |
| • 1961:                          | Erwerbspersonen: 158 Land- und Forstwirtschaft, 199 Produzierendes Gewerbe, 31 Handel und Verkehr, 83 Dienstleistungen und Sonstiges. |

## Politik
Für Rauischholzhausen besteht ein Ortsbezirk mit Ortsbeirat und Ortsvorsteher nach der Hessischen Gemeindeordnung. Er umfasst das Gebiet der ehemaligen Gemeinde Rauischholzhausen.
Der Ortsbeirat Rauischholzhausen  besteht aus fünf Mitgliedern. Bei den Kommunalwahlen in Hessen 2021 betrug die Wahlbeteiligung zum Ortsbeirat 51,80 %. Alle Kandidaten gehörten der „Bürgerliste Rauischholzhausen“ an. Der Ortsbeirat wählte Yvonne Ebinger zur Ortsvorsteherin.

## Söhne und Töchter des Ortes
- Franz Carl Ernst Wilhelm Rau von Holzhausen (1775–1830), deutscher Oberforstmeister und Abgeordneter
- Johannes Hess (1786–1837), Botaniker und Bibliothekar
- Isaak Rülf (1831–1902), Rabbiner, jüdischer Politiker und Zionist